# پوستوسیولوف
پوستوسیولوف (به لاتین: Pustosyolov) یک منطقهٔ مسکونی در روسیه است که در شهرستان کوشخابلسکی واقع شده‌است. پوستوسیولوف ۸ نفر جمعیت دارد.